# 김영철 (1947년)
김영철(金永哲,  1947년 4월 27일 ~ 2008년 10월 10일, 경남 창원)은 대한민국의 정치인이다. 국무총리실 사무차장을 역임하였다. 2008년 10월 10일 오전에 서울 강남구에 있는 자택에서 자살하였다.

## 학력
- 부산고등학교 졸업
- 서울대학교 농화학 학사

## 경력
- 농수산부 생정사무관
- 상공부 유통경제국 상무과장
- 상공부 기초공업국 금속과장
- 상공부 상역국 수출1·2과장
- 상공부장관 비서관
- 상공자원부 무역위원회 무역조사실장
- 대통령비서실 비서실장실 비서관
- 특허청 차장
- 한국지역난방공사 사장
- 한국중부발전 사장
- 국무총리실 사무차장

## 수상
- 1973년: 농수산부 장관상
- 1997년: 황조근정훈장